# Matabelina ghesquierei
Matabelina ghesquierei är en kackerlacksart som först beskrevs av Hanitsch 1950.  Matabelina ghesquierei ingår i släktet Matabelina och familjen småkackerlackor. Inga underarter finns listade i Catalogue of Life.